# Klute
 Klute és una pel·lícula estatunidenca dirigida per Alan J. Pakula, del 1971. Ha estat doblada al català.

## Argument
Un detectiu privat flegmàtic està encarregat de trobar un savi desaparegut des de fa diversos mesos. La seva investigació el posa sobre la pista d'un assassí en sèrie.

## Repartiment
- Jane Fonda: Bree Daniels
- Donald Sutherland: John Klute
- Charles Cioffi: Peter Cable
- Roy Scheider: Frank Ligourin
- Dorothy Tristan: Arlyn Page
- Rita Gam: Trina
- Nathan George: Trask
- Vivian Nathan: Psiquiatra
- Morris Strassberg: Mr. Goldfarb
- Barry Snider: Berger
- Betty Murray: Holly Gruneman
- Jane White: Janie Dale
- Shirley Stoler: Momma Rose
- Robert Milli: Tom Gruneman
- Rosalind Cash: Pat
- Sylvester Stallone: Home que va a un club

## Premis i nominacions

### Premis
- Oscar a la millor actriu (Jane Fonda)[3]
- Globus d'Or a la millor actriu dramàtica (Jane Fonda)
- Edgar Allan Poe Awards: Millor Film
- KFCC Award a la Millor Actriu (Jane Fonda)

### Nominacions
- Oscar al millor guió adaptat (Andy Lewis, David P. Lewis)[3]
- BAFTA a la millor actriu (Jane Fonda)
- Globus d'Or al millor guió